# Norrköping

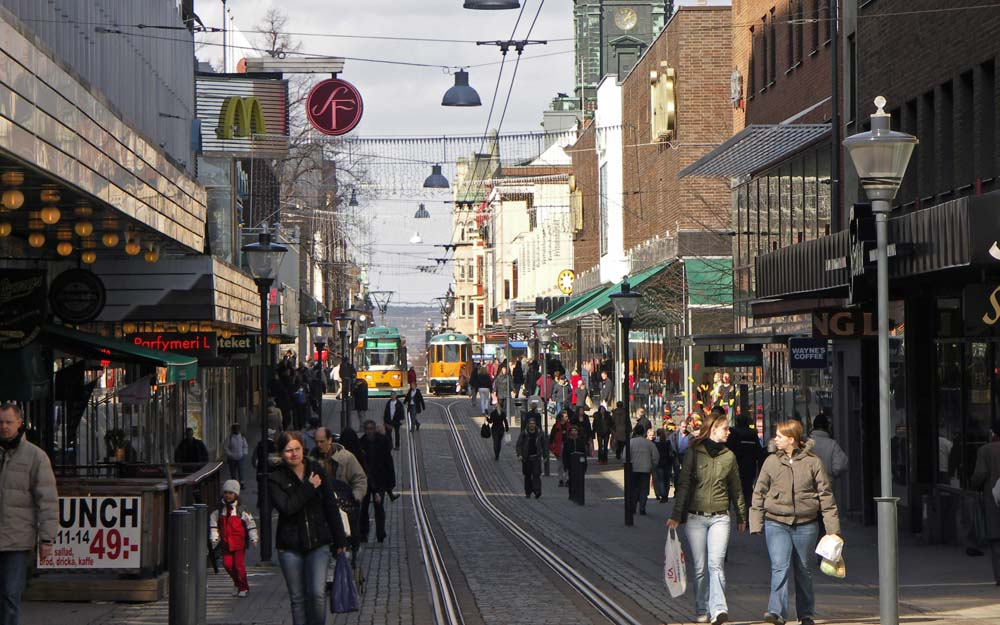
Norrköping, centrul oraşului, artera comercială Drottningsgatan, foto 2006

Norrköping este al zecelea oraș ca mărime în Suedia, centrul industrial al regiunii Östergötland.

## Demografie
| \| Evoluția demografică a zonei urbane Norrköping, 1970–2015 \| Evoluția demografică a zonei urbane Norrköping, 1970–2015 \| Evoluția demografică a zonei urbane Norrköping, 1970–2015 \| Evoluția demografică a zonei urbane Norrköping, 1970–2015 \| Evoluția demografică a zonei urbane Norrköping, 1970–2015 \| \| --------------------------------------------------------------------------------------- \| --------------------------------------------------------- \| --------------------------------------------------------- \| --------------------------------------------------------- \| --------------------------------------------------------- \| \| An \| \| \| Locuitori \| \| \| 1970 \| 1970 \| \| 91.034 \| 91.034 \| \| 1975 \| 1975 \| \| 85.244 \| 85.244 \| \| 1980 \| 1980 \| \| 84.016 \| 84.016 \| \| 1990 \| 1990 \| \| 82.639 \| 82.639 \| \| 1995 \| 1995 \| \| 84.403 \| 84.403 \| \| 2000 \| 2000 \| \| 82.744 \| 82.744 \| \| 2005 \| 2005 \| \| 83.561 \| 83.561 \| \| 2010 \| 2010 \| \| 87.247 \| 87.247 \| \| 2015 \| 2015 \| \| 93.765 \| 93.765 \| \| Sursa: SCB - Statistika Centralbyrån, Folkmängden per tätort. Vart femte år 1960 - 2016 \| \| \| \| \| |      |  |           |        |
| Evoluția demografică a zonei urbane Norrköping, 1970–2015 |      |  |           |        |
| An |      |  | Locuitori |        |
| 1970 | 1970 |  | 91.034    | 91.034 |
| 1975 | 1975 |  | 85.244    | 85.244 |
| 1980 | 1980 |  | 84.016    | 84.016 |
| 1990 | 1990 |  | 82.639    | 82.639 |
| 1995 | 1995 |  | 84.403    | 84.403 |
| 2000 | 2000 |  | 82.744    | 82.744 |
| 2005 | 2005 |  | 83.561    | 83.561 |
| 2010 | 2010 |  | 87.247    | 87.247 |
| 2015 | 2015 |  | 93.765    | 93.765 |
| Sursa: SCB - Statistika Centralbyrån, Folkmängden per tätort. Vart femte år 1960 - 2016 |      |  |           |        |

## Personalități născute aici
- Olof Swartz (1760 - 1818), biolog.